# Live with the Metropole Orkest
Live with the Metropole Orkest è il primo album dal vivo del cantante britannico Sohn, pubblicato il 5 giugno 2020 dalla 4AD.

## Descrizione
Il disco comprende le registrazioni di un concerto tenuto dal cantante al Melkweg, occasione in cui parte del suo repertorio è stato proposto in veste sinfonica insieme alla Metropole Orkest, composta da 54 elementi.
Ad anticipare la pubblicazione di Live with The Metropole Orkest, nel maggio 2020 l'intera esibizione è stata diffusa in formato video sul canale YouTube del cantante.

## Tracce
Testi e musiche di Sohn, eccetto dove indicato.
1. Hue – 4:31
2. Fool – 3:52
3. Oscillate – 3:46
4. Signal – 4:24
5. The Wheel – 4:08
6. Bloodflows – 4:32
7. Tremors – 3:54
8. Harbour – 4:55
9. Nil – 4:49
10. Lights – 5:39
11. Lessons – 3:48
12. Hard Liquor – 4:52 (Sohn, Sam Dew)
13. Artifice – 3:32
14. Conrad – 4:46
15. Rennen – 4:13

## Formazione
Hanno partecipato alle registrazioni, secondo le note di copertina:
Musicisti
- Sohn – voce, chitarra, tastiera, sintetizzatore
- Albin Janoska – tastiera, basso
- Simon Dobson – arrangiamento (tracce 1, 2, 4 e 12)
- Stefan Beheisch – arrangiamento (tracce 3, 5, 8 e 10)
- Tom Trapp – arrangiamento (tracce 6-7, 9, 11 e 13)
- Angelo Di Loreto – arrangiamento (traccia 14)
- Hans Ek – arrangiamento (traccia 15)

Metropole Orkest
- Hans Ek – direzione
- Arlia de Ruiter – primo violino
- Sarah Koch – primo violino
- Denis Koenders – primo violino
- Pauline Terlouw – primo violino
- David Peijnenborgh – primo violino
- Jasper van Rosmalen – primo violino
- Casper Donker – primo violino
- Jenneke Tesselaar – primo violino
- Merel Jonker – secondo violino
- Herman van Haaren – secondo violino
- Willem Kok – secondo violino
- Ruben Margarita – secondo violino
- Robert Baba – secondo violino
- Ewa Zbyszynska – secondo violino
- Xaquín Carro Cribeiro – secondo violino
- Norman Jansen – viola
- Mieke Honingh – viola
- Julia Jowett – viola
- Iris Schut – viola
- Isabella Petersen – viola
- Annie Tångberg – violoncello
- Jascha Albracht – violoncello
- Mariëtte Laport – violoncello
- Jascha Bordon – violoncello
- Erik Winkelmann – contrabbasso
- Arend Liefkes – contrabbasso
- Joke Schonewille – arpa
- Mariël van den Bos – flauto traverso
- Janine Abbas – flauto traverso
- Inge Ariesen – oboe
- Marc Scholten – sassofono, clarinetto
- Michiel van Dijk – sassofono, clarinetto
- Christof May – sassofono, clarinetto
- Sjoerd Dijkhuizen – sassofono, clarinetto
- Tiny Thomsen – sassofono, clarinetto
- Lies Molenaar – corno francese
- Ray Bruinsma – tromba
- Nico Schepers – tromba
- Robin Rombouts – tromba
- Rik Mol – tromba
- Jan Oosting – trombone
- Pablo Martinez – trombone
- Jan Bastiani – trombone
- Martijn Sohier – trombone
- Martin van den Berg – trombone basso
- Eddy Koopman – percussioni
- Murk Jiskoot – percussioni
- Martijn Vink – batteria
- Peter Tiehuis – chitarra
- Aram Kersbergen – basso
- Hans Vroomans – pianoforte

Produzione
- Axl Truschner – backline, assistenza tecnica
- Robert Soomer – produzione artistica
- Div Overeem – registrazione
- Tom Gelissen – missaggio
- Sohn – missaggio, direzione artistica
- Mischa Janisch – mastering
- Chris Bigg – grafica